# Vanajan Autotehdas

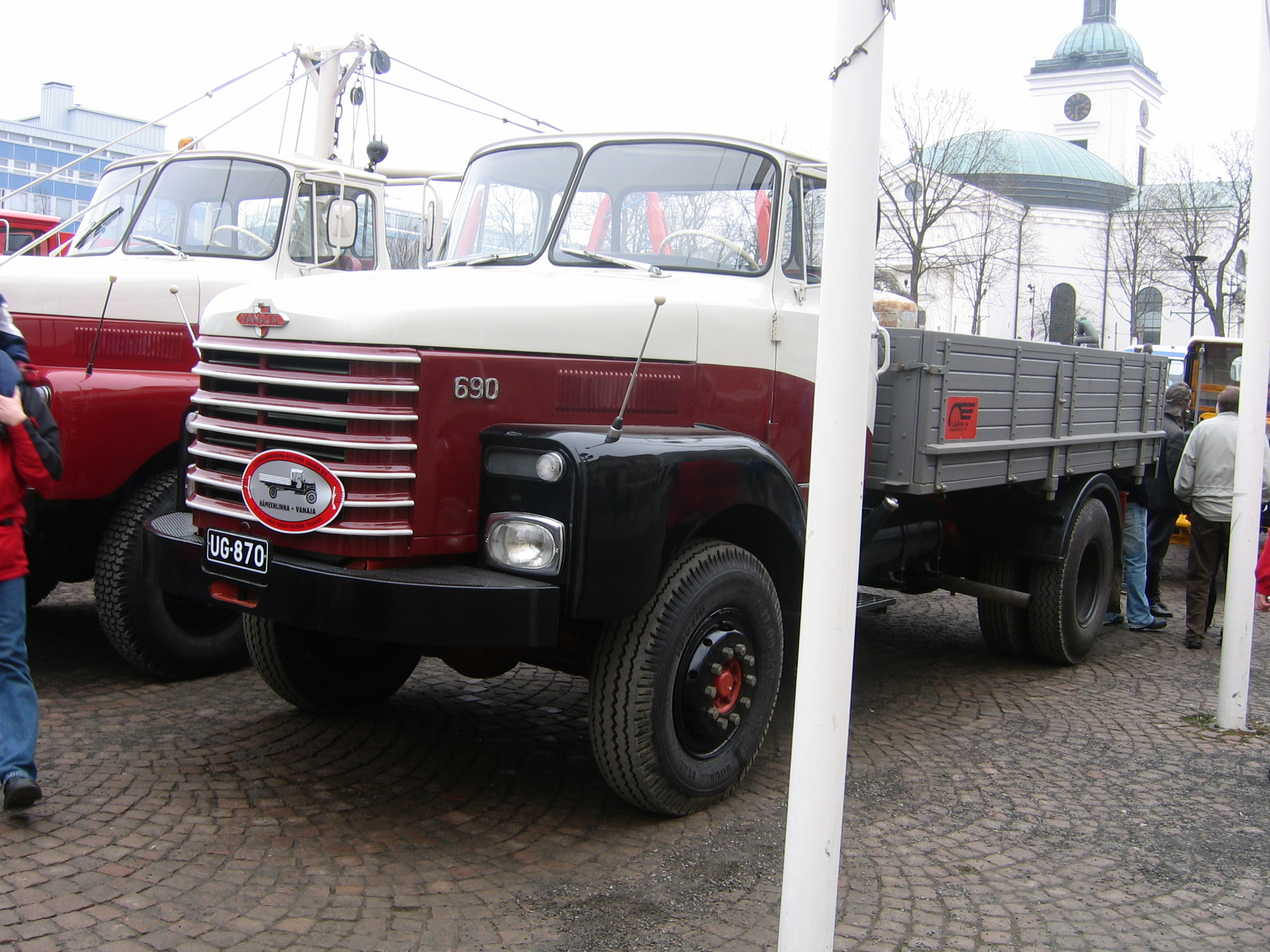
Vanaja 690 4×4

Vanajan Autotehdas Oy was een bedrijf dat vrachtwagens maakte. Het werd in 1948 uit de overblijfselen van Sisu's dochterfirma Yhteissisu opgericht.
De firma zou van dan af vrachtwagens produceren onder de naam Vanaja. Het was gevestigd in Hämeenlinna en was deels een staatsbedrijf. Eind jaren veertig werd op basis van de Sisu S-21 een eigen truck geproduceerd, die zowel met benzine als met dieselmotoren uitgerust kon worden. De techniek werd voornamelijk uit Engeland gehaald, zoals motoren, terwijl het chassis en cabine in eigen beheer gefabriceerd werden.
In 1956 was de productie op haar piek, met 547 voertuigen. Het pallet aan producten was nogal groot, zo werd er onder andere voor het leger geproduceerd, maar ook buschassis' werden afgeleverd.
In 1968 kwam Vanaja in zwaar weer en werd gefuseerd met Sisu, hoewel tot 1971 onder de naam Vanaja trucks geproduceerd werden. In totaal zijn er waarschijnlijk 7000 trucks onder de Vanaja naam geproduceerd.